# Robert Bell Clune
Robert Bell Clune (* 18. September 1920 in Toronto, Ontario; † 6. September 2007 in Toronto, Ontario) war von 1979 bis 1995 römisch-katholischer Weihbischof in Toronto.

## Leben
Clune trat 1938 in das Priesterseminar St. Augustine in Toronto ein und studierte bis 1941 an der University of Toronto. Robert Bell Clune empfing die Priesterweihe am 26. Mai 1945 in Toronto durch Erzbischof James Charles McGuigan. Nach Tätigkeit in der Seelsorge studierte er an der Catholic University of America (CUA) in Washington, D.C. und schloss 1948 mit einem Ph.D. in Kanonischem Recht ab. Er war in zahlreichen administrativen Tätigkeiten eingebunden. 1959 wurde er Generalvikar, 1971 Direktor der Catholic Church Extension Society of Canada.
Er wurde von Papst Johannes Paul II. 1979 zum Weihbischof im Erzbistum Toronto bestellt und zum Titularbischof von Lacubaza ernannt. Die Bischofsweihe spendete ihm am 21. Juni 1979 in der St. Michaels Kathedrale in Toronto Gerald Emmett Kardinal Carter; Mitkonsekratoren waren der frühere Erzbischof von Toronto Philip Francis Pocock sowie Aloysius Matthew Ambrozic, Weihbischof in Toronto. Clune wurde Leiter der östlichen Bezirke des Erzbistums. 1982 wurde er zum Vorsitzenden der erzbischöflichen pastoralen Missionsstiftung gewählt. 1992 verlegte er seinen Amtssitz nach Barrie am Lake Simcoe in Ontario und war für den nordöstlichen Teil des Erzbistums Toronto zuständig sowie für die religiösen Orden und Diakone. Seinem Rücktrittsgesuch im Jahre 1995 wurde durch Johannes Paul II. stattgegeben.